# سيول الربيع (تورغينيف)
سيول الربيع (بالروسية: Вешние воды)، رواية كتبها الروسي إيفان تورغينيف خلال عامي 1870 و1871 عندما كان في الخمسينات من عمره. وتدور القصة حول شاب من ملاك الأراضي الروس يدعى ديمتري سانين يقع في الحب للمرة الأولى إلى درجة الهذيان أثناء زيارته لمدينة فرانكفورت الألمانية. ويُنظر لهذه الرواية على نطاق واسع على أنها أعظم روايات تورغينيف فضلاً عن كونها سيرة ذاتية.

## روابط خارجية
- سيول الربيع على موقع الموسوعة البريطانية (الإنجليزية)